# Halls of Montezuma
Halls of Montezuma és l'himne oficial del Cos d'exèrcit dels Marines dels Estats Units d'Amèrica. És l'himne oficial més antic dels Estats Units d'Amèrica. És d'autor desconegut, però es diu que es va escriure abans del 1859. Se sol cantar en posició d'atenció, com un gest de respecte. També, el tercer vers de la cançó es canta per les celebracions durant els events importants, com el birthday ball i altres ceremonies importants del país.

## Història
Algunes de les lletres eren frases populars abans que la cançó fos escrita. La línia "A les costes de Trípoli" es refereix a la primera Guerra de Barbaria, i en concret la batalla de Dern en 1805. Després que el tinent Presley O'Bannon i els seus infants de marina va hissar la bandera dels Estats Units al Vell Món per primera vegada, la frase es va afegir als colors de la batalla del Cos. La línia "Halls of Montezuma" es refereix a la batalla de Chapultepec, durant la Intervenció Nord-americana a Mèxic, on una força d'infants de marina van irrompre al Castell de Chapultepec.
Mentre que les altres lletres es diu que daten del segle xix, però no hi ha cap text anterior al segle xx, que és quan és coneguda. La llegenda explica que va ser escrit per un infant de marina en servei a Mèxic, en la Guerra de Chepultepec. El 1859 l'òpera “Genoveva de Brabant” per Jacques Offenbach, que es va estrenar a París el 1859. La correspondència entre el coronel Albert S. McLemore i Walter F. Smith (el segon líder de la Banda de la Marina), es va adonar que l'himne dels Marines “Halls of Montezuma”, era cantada en l'òpera de “Genoveva de Brabant” per Jacques Offenbach. La melodia dels “Halls of Montezuma" és presa de l'òpera d'Offenbach, i és cantada per dos gendarmes, el 1867.
Aquesta versió més antiga es pot escoltar en la pel·lícula del 1950, Halls of Montezuma. El 21 de novembre de 1942, el comandant Thomas Holcomb va aprovar un canvi en les paraules de la quarta línia del primer vers: del vers "On the land as on the sea" to "In the air, on land, and sea" per reflectir l'addició de la Força Aèria dels Estats Units d'Amèrica. Diverses persones en els últims anys va escriure versos addicionals no oficials o semi-oficial per commemorar batalles posteriors i accions, per exemple, aquest vers que commemora l'ocupació d'Islàndia durant la Segona Guerra Mundial.

## Lletra de la cançó
| Marines' Hymn                                                                                         |
| |
| Instrumental sample of a single verse of the Marines' hymn played by the President's Own Marine Band. |
| |

From the Halls of Montezuma,
To the shores of Tripoli;
We fight our country's battles
In the air, on land, and sea;
First to fight for right and freedom
And to keep our honor clean:
We are proud to claim the title
Of United States Marine.
Our flag's unfurled to every breeze
From dawn to setting sun;
We have fought in every clime and place
Where we could take a gun;
In the snow of far-off Northern lands
And in sunny tropic scenes;
You will find us always on the job
The United States Marines.
Here's health to you and to our Corps
Which we are proud to serve;
In many a strife we've fought for life
And never lost our nerve;
If the Army and the Navy
Ever look on Heaven's scenes;
They will find the streets are guarded
By The United States Marines.